# خونیک‌سار
خونیک‌سار روستایی در دهستان قهستان بخش قهستان شهرستان درمیان استان خراسان جنوبی ایران است. بر پایه سرشماری عمومی نفوس و مسکن در سال ۱۳۹۰ جمعیت این روستا ۹۸۱ نفر (در ۲۵۶ خانوار) بوده است.